# Calypso (canción de Luis Fonsi y Stefflon Don)
«Calypso» es una canción de Luis Fonsi y la colaboración de la cantante británica-jamaicana Stefflon Don, fue lanzado el 14 de junio de 2018, a través de Universal Music.

## Video musical
En el videoclip de «Calypso» dieron resultados pero fue publicado el 14 de junio de 2018 ya está llegando más millones de visitas en Youtube.  Rodado en el Mar Fajardo observa a Fonsi van una fiesta de verano en la isla desierta con ancianos y jóvenes adultos causando estragos dentro de una bañera vestidos de animales.
Este tema es todo un éxito mundial por la belleza del paisaje y a la vez del propio cantante Fonsi que no para de impresionar a todas las personas.

## Posiciones
| País           | Lista               | Lista (Categoría)      | Posición más alta |
| -------------- | ------------------- | ---------------------- | ----------------- |
| Ecuador        | Monitor Latino      | Top 20                 | #1                |
| Chile          | Monitor Latino      | Top 20                 | #1                |
| Guatemala      | Monitor Latino      | Top 20                 | #1                |
| El Salvador    | Monitor Latino      | Top 20                 | #1                |
| Estados Unidos | Billboard           | Latin Airplay          | #1                |
| Puerto Rico    | Monitor Latino      | Top 20                 | #1                |
| Ecuador        | National Report     | Top 100                | #1                |
| Argentina      | Monitor Latino      | Top 20                 | #2                |
| Panamá         | Monitor Latino      | Top 20                 | #2                |
| Estados Unidos | Billboard           | Latin Pop Songs        | #2                |
| Ecuador        | Charts Ecuador      | Ecuador Top 40         | #3                |
| Latinoamérica  | Monitor Latino      | Top 20 Internacional   | #3                |
| Chile          | Chile Singles Chart | Top 100                | #3                |
| Honduras       | Monitor Latino      | Top 20                 | #4                |
| Venezuela      | National Report     | Top 100                | #4                |
| Nicaragua      | Monitor Latino      | Top 20                 | #6                |
| España         | PROMUSICAE          | Top 100                | #7                |
| Costa Rica     | Monitor Latino      | Top 20                 | #7                |
| Estados Unidos | Billboard           | Hot Latin Songs        | #11               |
| Suiza          | Schweizer Hitparade | Top 100                | #12               |
| Polonia        | ZPAV                | Polish Airplay Top 100 | #19               |
| Italia         | FIMI                | Top of the Music       | #40               |
| Suecia         | Sverigetopplistan   | Top 100                | #92               |

## Certificaciones
| País           | Organismo certificador | Certificación   | Ventas certificadas | Ref.  |
| -------------- | ---------------------- | --------------- | ------------------- | ----- |
| España         | PROMUSICAE             | Platino         | 40 000              |       |
| Estados Unidos | RIAA                   | Platino (Latin) | 60 000              |       |
| México         | AMPROFON               | Platino         | 30 000              | [ 1 ] |